# Julio Lobo
Julio Lobo (Caracas, 30 de outubro de 1898 - Madrid, 30 de janeiro de 1983) foi um agricultor e empresário venezuelano-cubano.
Foi proprietário de armazéns, refinarias, agência de radiocomunicações, banco, empresa de transporte, companhia aérea, seguradora e petroleira, além de inúmeros engenhos de cana-de-açúcar. Foi considerado o homem mais rico de Cuba antes da Revolução Cubana. Após a revolução, seus bens foram confiscados pelo novo governo, ainda que lhe tenha sido feita a proposta de ser dirigente de uma estatal e manter seu engenho favorito, o que não aceitou. Fugiu para os Estados Unidos, onde fez nova fortuna no mercado financeiro de ações, mas perdeu a fortuna novamente.
Terminou seus dias vivendo na Espanha, onde seu corpo foi sepultado.